# Щавелёв, Сергей Павлович
Серге́й Па́влович Щавелёв (род. 21 февраля 1953, Магадан, СССР) — советский и российский философ и историк, специалист по гносеологии и методологии, а также по отечественной историографии. Автор (совместно с И. Т. Касавиным) теории повседневности. Доктор философских наук, доктор исторических наук, профессор.

## Биография
Родился 21 февраля 1953 года в Магадане.
В 1975 году окончил историко-педагогический факультет Курского государственного педагогического института.
В 1979 году окончил аспирантуру философского факультета Ленинградского государственного университета имени А. А. Жданова.
После военной службы работает на кафедре философии Курского государственного медицинского университета С 1992 года — заведующий этой кафедрой.
В 1979 году в Ленинградском государственном университете под научным руководством доктора философских наук, профессора Г. А. Подкорытова защитил диссертацию на соискание учёной степени кандидата философских наук по теме «Методологическое значение категории „диалектическое отрицание“».
В 1994 году в Санкт-Петербургском государственном университете защитил диссертацию на соискание учёной степени доктора философских наук по теме «Практическое познание как философско-методологическая проблема».
В 2002 году в Воронежском государственном университете защитил диссертацию на соискание учёной степени доктора исторических наук по теме: «Судьбы исторических древностей Южной России и их место в её провинциальной культуре XVII—XX веков» (специальность 07.00.02 — «Отечественная история»).
Действительный член Академии гуманитарных наук.
Автор около 400 работ в российской и зарубежной периодике. Составитель и ответственный редактор биографического словаря «Историки Курского края» (первое издание — 1997, второе, исправленное и дополненное — 2007).
Сын Алексей (род. 1976) — историк-медиевист, профессор ГАУГН и ВШЭ.

## Научная деятельность
В своих научных трудах по философии разработал «концепцию когнитивных моментов и регулятивов чувственно-предметной деятельности людей». Им предложено их понимание как духовной практики. Наряду с этим Щавелёв «пересмотрел сциентистскую модель абсолютного преимущества и мнимой самодостаточности науки по сравнению с вненаучными сферами мысли и духа». Опираясь на новый материалы он смог подтвердить вывод о том, что человеческому познанию свойственны полиморфность и гетерогенность, а следовательно, имеет место историко-культурная иерархичность его способностей. Щавелёв занимался изучением эпистемологических вопросов таких граней жизненной практики, как глупость и мудрость, остроумие и хитрость, а также этнические образы мира и возрастные, половые, любительские и профессиональные, групповые и индивидуальные модификации познавательных способностей. Вопреки имевшим место у других учёных исследованиям «архаичных и маргинальных форм до- и вненаучного сознания (магия, мистика, паранаука и т. п.)», Щевелёв сосредоточился на «методологической оптимизации рационализированной, когнитоёмкой практики», создав совместно с И. Т. Касавиным (монография «Анализ повседневности». М, 2004) самобытную теорию повседневности, представив повседневность в качестве «смысловой матрицы рациональности», он рассматривает повседневность, обладающую «личностными знаниями приёмов малоспециализированного труда, бытового досуга и тому подобным элементами народной мудрости».
В исследовании историографии является учеником основоположника истории археологии в России — А. А. Формозова. Опираясь на культурологические подходы в изучении развития гуманитарного знания и богатый архивно-библиотечный материал, смог на примере Курской области и сопредельных территорий «реконструировать основные этапы и особенности развития региональной исторической мысли и практики изучения и охраны древностей в России XVII—XXI вв.». Занимается изучением истории Курской области в древнеславянское и древнерусское времена, что нашло своё отражение в многочисленных статьях и двух монографиях о Курском Посеймье в X—XVI вв. («Курск. История города от Средневековья к Новому времени: X—XVII века» Курск, 1999 («Курский край». Т. IV; в соавторстве с А. В. Зориным, А. И. Раздорским) и Феодосии Печерском («Феодосий Печерский — курянин». Курск, 2002; изд. 2-е, доп. 2008)). Постоянно занимается рецензированием новых работ по региональной истории Курской области и сопредельных территорий в местной и центральной печати. Выступает с критикой недостатков в работе нынешнего Общества курских краеведов и издаваемых им материалов.

## Научные труды

### Монографии
- Щавелёв С. П. Практическое познание : Философско-методологические очерки. — Воронеж: Изд-во Воронеж. ун-та, 1994. — 232 с.
- Щавелёв С. П. Историк Русской земли: Жизнь и труды Д. Я. Самоквасова. — Курск: Изд-во КГМУ, 1998. — 283 с. — 500 экз. — ISBN 5-7487-0132-4.
- Щавелёв С. П. Первооткрыватели курских древностей: Очерки истории археологического изучения южнорусского края. — Курск: Изд-во Кур. гос. мед. ун-та, 1997. — 500 экз. — ISBN 5-7487-0082-4. (Вып. 1: Предпосылки и становление региональной историографии. — 1997. — 136 с. — ISBN 5-7487-0083-2. Вып. 3: Советское краеведение в провинции: взлет и разгром, (1920-е — 1950-е гг.) / Курс. гос. мед. ин-т. — 2002. — 197 с. — ISBN 5-7487-0104-9)
- Щавелёв С. П. „Синяя птица“ повседневности: (Этюды к антропологии обыд. сознания). — Курск: Изд-во Кур. гос. мед. ун-та, 2002. — 124 с. — ISBN 5-7487-0493-5.
- Касавин И. Т., Щавелёв С. П. Анализ повседневности. — М.: Канон+ : Канон+ ОИ «Реабилитация», 2004. — 430 с. — (Современная философия). — 1500 экз. — ISBN 5-88373-163-5.
- Щавелёв С. П. Метод практики: природа и структура. — Курск: Изд-во Курского гос. мед. ун-та, 1996. — 132 с. — 500 экз. — ISBN 5-7487-0046-8.
- Щавелёв С. П. Метод практики: природа и структура. — Курск: Изд-во Кур. гос. мед. ун-та, 1996. — 133 с. — 500 экз. — ISBN 5-7487-0046-8.
- Щавелёв С. П. Практическое познание: Филос.-методол. очерки. — Воронеж: Изд-во Воронеж. ун-та, 1994. — 231 с. — 1000 экз. — ISBN 5-7455-0741-1.
- Стародубцев Г. Ю. Историки Курского края / Отв. ред. С. П. Щавелёв. — Курск: Изд-во Кур. гос. пед. университета, 1998. — 121 с. — (История Курского края / Обществ. редкол.: О. Н. Енукова (пред.) и др. ; Вып. 1). — 500 экз. — ISBN 5-88313-035-6.
- Первооткрыватели курских древностей: Очерки истории археол. изучения южнорус. края. — Курск: КГМУ, 1997. — 500 экз. — ISBN 5-7487-0082-4. (Вып. 1: Предпосылки и становление региональной историографии. — 1997. — 136 с. — 500 экз. — ISBN 5-7487-0083-2. Вып. 2: «Золотой век» губернского краеведения : 1860—1910-е годы / С. П. Щавелёв ; Акад. гуманитар. наук. — 1997. — 140 с. — 500 экз. — ISBN 5-7487-0104-9 (вып. 2)
- Зорин А. В., Раздорский А. И., Щавелёв С. П. Курск: История города от средневековья к новому времени: X—XVII века. — Курск: Изд-во КГМУ: Учитель, 1999. — Т. 4. Курский край. — 291 с. — 3000 экз. — ISBN 5-7487-0323-8.
- Историки Курского края. Биографический словарь / Сост., отв. ред. С. П. Щавелёв. — Курск: Изд-во Курского гос. медицинского ун-та, 2007. — 303 с.
- Щавелёв С. П. «Дело краеведов ЦЧО» 1930—1931 годов (Курский «филиал») / Рец.: А. А. Формозов, З. Д. Ильина, А. Н. Курцев. — Курск: Изд-во Курского государственного медицинского университета, 2007. — 272 с. — 350 экз.
- Щавелёв С. П. Феодосий Печерский — курянин: историко-археологические очерки. — Курск: Изд-во Курского государственного медицинского университета, 2008. — 278 с. (Издание приурочено: к 1020-летию крещения Руси, к 900-летию канонизации святого Феодосия Печерского (1108—2008). В кн. также статьи др. авторов: С. Ю. Каинова, А. А. Фетисова, А. С. Щавелёва, к. ист. н. — 500 экз. — ISBN 5-7487-0328-9)
- Метод практики: природа и структура: учебное пособие. — 2-е изд., стер. — М.: Флинта, Наука, 2011. — 84 с. — ISBN 978-5-9765-1148-4.
- Щавелёв С. П. Этика и психология науки: дополнительные главы курса истории и философии науки : учебное пособие для аспирантов и соискателей учёной степени к экзамену кандидатского минимума. — 2-е изд., стер.. — М.: Флинта, Наука, 2011. — 306 с. — ISBN 978-5-9765-1153-8.
- Щавелёв С. П. Первооткрыватели курских древностей: очерки истории археологического изучения южнорусского края : советское краеведение в провинции: взлет и разгром (1920-1950-е годы): монография. — 2-е изд., стер. — М.: Флинта, Наука, 2011. — 196 с. — ISBN 978-5-9765-1149-1.
- Историки Курского края: биографический словарь / сост. и отв. ред. С. П. Щавелёв. — 3-е изд., стер.. — М.: Флинта, Наука, 2011. — 464 с. — ISBN 978-5-9765-1144-6.
- Марков Б. В., Щавелёв С. П. Критика тоталитарного опыта. — 2-е изд., стер. — М.: Флинта, Наука, 2011. — 159 с. — ISBN 978-5-9765-1147-7.
- Клейн Л. С., Щавелёв С. П. Александр Александрович Формозов (1928—2009): послесловие. — Курск: Изд-во Курского государственного медицинского университета, 2011. — 110 с.
- Щавелёв С. П., Раздорская И. М., Раздорская О. В. Корпоративный разум врача и провизора: стратегия и тактика формирования и развития. — Курск: Изд-во Курского государственного медицинского университета, 2012. — 529 с.
- Щавелёв С. П. Дань Мнемозине: рецензии и отзывы на издания и рукописи 1990—2000-х годов по историографии отечественной истории и археологии: в 2 кн. Кн. 1. — Курск: Изд-во Курского государственного медицинского университета, 2013. — 478 с.
- Щавелёв С. П. Дань Мнемозине: рецензии и отзывы на издания и рукописи 1990—2000-х годов по историографии отечественной истории и археологии: в 2 кн. Кн. 2. — Курск: Изд-во Курского государственного медицинского университета, 2013. — 515 с.

### Статьи
Источник информации:
- Щавелёв С. П. Какова же роль скептицизма в познании? [В соавт.] // Философские науки. 1979. № 5;
- Щавелёв С. П. Диалектическое отрицание как регулятивный принцип научного познания // Эвристическая и методологическая функция философии в научном познании. Л., 1980;
- Щавелёв С. П. О методологической культуре практического социального действия // Общее и особенное в методологии социальных исследований. Л., 1986;
- Щавелёв С. П. Практическое познание как философско-методологическая проблема // Философские науки. 1990. № 3;
- Щавелёв С. П. Практическое знание // Социальная сила знания. Минск, 1991;
- Щавелёв С. П. Практическое значение гуманитарного знания // Гуманитарное знание: сущность и функции. СПб., 1991;
- Щавелёв С. П. Личностное познание как феномен практики // Мышление и субъективный мир. Ярославль, 1991;
- Щавелёв С. П. Этика в негражданском обществе (памяти В. А. Блюмкина) // Этика гражданского общества. Владимир, 1992;
- Щавелёв С. П. Философия и методология без науки // Наука и философия на рубеже тысячелетий. Курск, 1995;
- Щавелёв С. П. Апология практического разума // Человек—Философия—Гуманизм. Тезисы Первого Росс. философского конгресса. СПб., 1997. Т.3; * Щавелёв С. П. Научное и практическое познание. [В соавт.] // Философия. Кн.1. СПб., 1998;
- Щавелёв С. П. Повседневность, научность, специальность: проблемы соотношения рациональностей // Научная рациональность и структуры повседневности. СПб., 1999;
- Щавелёв С. П. Повседневность как новация современного философствования // Философия XX века: школы и концепции. СПб., 2000.
- Щавелёв С. П. «Москва. Девичье поле. Архив. Профессору Д. Я. Самоквасову…» // Московский журнал. — № 7. — С. 52-58.
- Щавелёв С. П. Археологический почин курского учителя А. И. Дмитрюкова в 1820—1830-е годы // Российская археология. № 4. — С. 177—184.
- Щавелёв С. П. В защиту Д. Я. Самоквасова // Вопросы истории. — 2002. — № 2. — C. 174—175.
- Щавелёв С. П. Д. Я. Самоквасов — историк, археолог, архивист // Вопросы истории. № 3. — C. 177—183.
- Щавелёв С. П. Научные конференции, посвященные Д. Я. Самоквасову. // Архив русской истории. — № 4. — С. 234—237.
- Щавелёв С. П. Последний романтик краеведческой археологии. // Российская археология. — № 3. — С. 213—219.
- Щавелёв С. П. Становление археологического интереса в России XVII века. // Вопросы истории. — № 2. — C. 188—194.
- Щавелёв С. П., Щавелёв А. С. Чёрная могила. // Вопросы истории. — 2001. — № 2. — C. 134—141.
- Щавелёв С. П. Эпизоды истории русской археологии // Российская археология. № 1. С. 221—235.
- Щавелёв С. П. [Рецензия] // Вопросы истории. — № 5. — С. 156—158.
- Алябьева З. С., Щавелёв С. П. Глава 15. Вненаучное познание. Паранаука // Философия и методология познания: Учебник для магистров и аспирантов / Кол. авт. Фонд «Университет», Санкт-Петербургский университет МВД России; Академия права, экономики и безопасности жизнедеятельности, СПбГУ, СПбГАУ, ИпиП (СПб.) ; Общ. ред. В. П. Сальников, В. Л. Обухов, Ю. Н. Солонин, В. В. Василькова. — СПб.: Фонд поддержки науки и образования в области правоохранительной деятельности «Университет», 2003. — С. 254—271. — 560 с. — (Мир философии). — 3000 экз. — ISBN 5-935980-86-X.
- Алябьева З. С., Щавелёв С. П. Глава 17. Практическое познание: содержание, структура, функции // Философия и методология познания: Учебник для магистров и аспирантов / Кол. авт. Фонд «Университет», Санкт-Петербургский университет МВД России; Академия права, экономики и безопасности жизнедеятельности, СПбГУ, СПбГАУ, ИпиП (СПб.) ; Общ. ред. В. П. Сальников, В. Л. Обухов, Ю. Н. Солонин, В. В. Василькова. — СПб.: Фонд поддержки науки и образования в области правоохранительной деятельности «Университет», 2003. — С. 287—302. — 560 с. — (Мир философии). — 3000 экз. — ISBN 5-935980-86-X.